# Alessandro Gamberini
Alessandro Gamberini (27. srpen 1981, Bologna, Itálie) je fotbalový trenér a bývalý italský fotbalový obránce.

## Klubová kariéra
Vyrůstal v mládežnických týmech svého rodného týmu Bologna, kde hrál především na postu středního obránce, ale občas je využíván i jako krajní obránce. Svůj debut v nejvyšší lize odehrál v lednu 2000. V klubu odehrál za tři sezony 34 utkání a sezonu 2002/03 odehrál v druholigové Veroně, kde byl poslán na hostování. Po návratu zpět do Boloně hraje již stabilně. Po dvou letech v sezoně 2004/05 s klubem sestoupil a on byl prodán do Fiorentiny.
V klubu fialek měl v první sezoně zranění a odehrál jen 19 utkání. V následující sezoně hraje v obraně s Dainellim, čímž udělal obranu fialek jednou z nejméně poražených v lize. V sezoně 2007/08 se s klubem dostal do semifinále v poháru UEFA. Také hraje první zápasy v LM 2008/09. V lize se za sedmileté působení v klubu dostal na 4. místo (2007/08, 2008/09). Celkem odehrál 224 utkání a vstřelil 6 branek a v poslední sezoně byl kapitánem mužstva.
V létě 2012 odešel společně s Behramím do Neapole. V klubu odehrál jen sezonu 2012/13 a na následující sezonu byl poslán na hostování do Janova. Po návratu byl prodán do Chieva, kde hrál čtyři roky. Po sezoně 2017/18 se rozhodl ukončit fotbalovou kariéru a věnovat se trenéřině.

## Přestupy
- Bologna – Fiorentina za 3 000 000 Euro
- Fiorentina – Neapol za 1 750 000 Euro
- Neapol – Chievo za 300 000 Euro

## Hráčská statistika
| Sezóna  | Klub       | Liga    | Liga   | Liga | Národní poháry | Národní poháry | Národní poháry | Kontinentální poháry | Kontinentální poháry | Kontinentální poháry | Celkem | Celkem |
| Sezóna  | Klub       | Soutěž  | Zápasy | Góly | Soutěž         | Zápasy         | Góly           | Soutěž               | Zápasy               | Góly                 | Zápasy | Góly   |
| ------- | ---------- | ------- | ------ | ---- | -------------- | -------------- | -------------- | -------------------- | -------------------- | -------------------- | ------ | ------ |
| 1999/00 | Bologna    | Serie A | 4      | 0    | -              | 0              | 0              | -                    | 0                    | 0                    | 4      | 0      |
| 2000/01 | Bologna    | Serie A | 15     | 0    | -              | 0              | 0              | -                    | 0                    | 0                    | 15     | 0      |
| 2001/02 | Bologna    | Serie A | 15     | 0    | IP             | 1              | 0              | -                    | 0                    | 0                    | 16     | 0      |
| 2002/03 | Verona     | Serie B | 20     | 0    | IP             | 0              | 0              | -                    | -                    | 0                    | 20     | 0      |
| 2003/04 | Bologna    | Serie A | 16     | 0    | IP             | 3              | 1              | -                    | 0                    | 0                    | 19     | 1      |
| 2004/05 | Bologna    | Serie A | 28+2   | 0    | IP             | 2              | 0              | -                    | 0                    | 0                    | 32     | 0      |
| 2005/06 | Fiorentina | Serie A | 19     | 0    | IP             | 3              | 0              | -                    | 0                    | 0                    | 22     | 0      |
| 2006/07 | Fiorentina | Serie A | 28     | 3    | IP             | 1              | 0              | -                    | 0                    | 0                    | 29     | 3      |
| 2007/08 | Fiorentina | Serie A | 31     | 1    | IP             | 1              | 0              | UEFA                 | 9                    | 0                    | 41     | 1      |
| 2008/09 | Fiorentina | Serie A | 34     | 0    | IP             | 0              | 0              | LM+UEFA              | 5+1                  | 0                    | 40     | 0      |
| 2009/10 | Fiorentina | Serie A | 18     | 0    | IP             | 1              | 0              | LM                   | 6                    | 0                    | 25     | 0      |
| 2010/11 | Fiorentina | Serie A | 35     | 1    | IP             | 1              | 0              | -                    | 0                    | 0                    | 36     | 1      |
| 2011/12 | Fiorentina | Serie A | 29     | 1    | IP             | 1              | 0              | -                    | 0                    | 0                    | 30     | 1      |
| 2012/13 | Neapol     | Serie A | 25     | 1    | IP+IS          | 0+0            | 0              | EL                   | 5                    | 0                    | 30     | 1      |
| 2013/14 | Janov      | Serie A | 10     | 0    | IP             | 0              | 0              | -                    | 0                    | 0                    | 10     | 0      |
| 2014/15 | Chievo     | Serie A | 20     | 0    | IP             | 0              | 0              | -                    | 0                    | 0                    | 20     | 0      |
| 2015/16 | Chievo     | Serie A | 22     | 0    | IP             | 1              | 0              | -                    | 0                    | 0                    | 23     | 0      |
| 2016/17 | Chievo     | Serie A | 20     | 1    | IP             | 1              | 0              | -                    | 0                    | 0                    | 21     | 1      |
| 2017/18 | Chievo     | Serie A | 23     | 0    | IP             | 1              | 0              | -                    | 0                    | 0                    | 24     | 0      |
| Celkově | Celkově    | Celkově | 414    | 8    | -              | 17             | 1              | -                    | 27                   | 0                    | 458    | 9      |

## Reprezentační kariéra

### Juniorská
Za reprezentaci Itálie U21 vyhrál zlatou medaili na ME U21 2004. Celkem odehrál 4 zápasy.

### Seniorská
Za reprezentaci odehrál 8 utkání a nevstřelil žádnou branku. První utkání odehrál ve věku 26 let 17. října 2007 proti Jižní Africe (2:0). Trenér Roberto Donadoni jej povolal na ME 2008 místo zraněného Cannavara. Na turnaji neodehrál žádné utkání a také na Konfederačním poháru 2009, kde byl nominován neodehrál žádné utkání. Poslední utkání odehrál 7. června 2011 proti Irsku (0:2).

## Hráčské úspěchy

### Reprezentační
- 1× na ME (2008)
- 1× na Konfederačním poháru (2009)
- 1× na ME U21 (2004 - zlato)